# Güns
La Güns (en allemand; ou en hongrois : Gyöngyös) est une rivière autrichienne et hongroise de 72 km de long qui coule dans le land du Burgenland en Autriche et le comitat de Vas en Hongrie.
Elle est un affluent de la Raab et donc un sous-affluent du Danube.